# Hrvatski boksački savez
Hrvatski boksački savez je hrvatska krovna boksačka organizacija.
Međunarodni naziv za Hrvatski boksački savez je Croatian boxing federation.
Osnovan je 22. listopada 1921. godine u Zagrebu.
Član je World Boxinga od  9. siječnja 2025. i European Boxinga. Hrvatska je bila među 23 države na osnivačkom kongresu European Boxinga 24. ožujka 2025. u Pragu.
Bio je član Međunarodne amaterske boksačke organizacije (International Boxing Association (IBA), prije Association Internationale de Boxe Amateur (AIBA)) od 20. veljače 1992. godine i Europske amaterske boksačke organizacije (European Boxing Confederation (EUBC)) od 16. ožujka 1991. godine.
Sjedište saveza je na Trgu Krešimira Ćosića 11 u Zagrebu.
Predsjednik Saveza:
Bono Bošnjak
Dopredsjednik saveza-Mladen Mikolčević, general u miru
Izvršni odbor:
Saša Krstulović 
Ante Vičević
Marijan Mareković, general u miru
Tadija Petrović
Dražen Kuhar
Dorijan Čalić
Glavna tajnica  Nikolina Jurić
administrativna tajnica Anamarija Katanić
Odnosi s javnošću Mario Zorko
Stegovni sudac:
Naim Ramaj

## Olimpijske igre
nakon 2016.
italic - hrvatski boksači koji su medalje osvajali za Jugoslaviju ili Italiju
| # | Boksač(ica)                                  | Zlato | Srebro | Bronca | Ukupno |
| - | -------------------------------------------- | ----- | ------ | ------ | ------ |
| 1 | Anton Josipović, Mate Parlov, Ulderico Sergo | 1     | 0      | 0      | 1      |
| 3 | Filip Hrgović, Damir Škaro                   | 0     | 0      | 1      | 1      |

## Svjetsko amatersko prvenstvo
nakon izdanja 2015.
| WB | IBA / AIBA italic - hrvatski boksači koji su medalje osvajali za Jugoslaviju \| # \| Boksač(ica) \| Zlato \| Srebro \| Bronca \| Ukupno \| \| - \| ------------------------------------ \| ----- \| ------ \| ------ \| ------ \| \| 1 \| Mate Parlov \| 1 \| 0 \| 0 \| 1 \| \| 2 \| Marijo Šivolija \| 0 \| 1 \| 0 \| 1 \| \| 3 \| Filip Palić, Damir Škaro, Pero Tadić \| 0 \| 0 \| 1 \| 1 \| |       |        |        |        |
| #  | Boksač(ica) | Zlato | Srebro | Bronca | Ukupno |
| 1  | Mate Parlov | 1     | 0      | 0      | 1      |
| 2  | Marijo Šivolija | 0     | 1      | 0      | 1      |
| 3  | Filip Palić, Damir Škaro, Pero Tadić | 0     | 0      | 1      | 1      |

## Svjetski kup
Boxing World Cup, organizira AIBA
italic - hrvatski boksači koji su medalje osvajali za Jugoslaviju
| # | Boksač(ica)                     | Zlato | Srebro | Bronca | Ukupno |
| - | ------------------------------- | ----- | ------ | ------ | ------ |
| 1 | Damir Škaro                     | 0     | 1      | 0      | 1      |
| 2 | Matej Uremović, Gabrijel Veočić | 0     | 0      | 1      | 1      |

Stipe Drviš osvojio 1998.

## Svjetska boksačka serija
IBA World Boxing Tour; ustanovljena je 2022.
| Boksač(ica) |  | Osvojeni turniri |
| ----------- |  | ---------------- |
| [[]]        |  |                  |
| [[]]        |  |                  |
| [[]]        |  |                  |

## Svjetska boksačka liga
World Series of Boxing (WSB); organizirala AIBA; 2018. je bila zadnja sezona natjecanja;
WSB titula individualnog prvaka
Filip Hrgović 2012.
Ekipno
Ekipa je nastupala pod imenom Croatian Knights (Hrvatski vitezovi).
| Sezona | Runda        | Matches | Bouts        | Protivnici                                                   |
| ------ | ------------ | ------- | ------------ | ------------------------------------------------------------ |
| Sezona | Runda        | W–L–D   | W (w/o)–L–TD | Protivnici                                                   |
| 2018.  | Grupa (4./4) | 0–6–0   | 6 (0)–24–0   | British Lionharts, France Fighting Roosters, Italian Thunder |

## Europsko amatersko prvenstvo
| Boksač(ica) | Zlato | Srebro | Bronca | Ukupno |
| ----------- | ----- | ------ | ------ | ------ |
| [[]]        |       |        |        |        |

| Medalje | Muškarci | Žene | Ukupno |
| ------- | -------- | ---- | ------ |
| Zlato   | 1+5      | 0    | 6      |
| Srebro  | 3+1      | 0    | 4      |
| Bronca  | 8+4      | 3    | 15     |

| # |
| - |
| 1 |
| 2 |
| 3 |
| 4 |
| 5 |
| 6 |

| Boksač(ica) | Zlato | Srebro | Bronca | Ukupno |
| --- | ----- | ------ | ------ | ------ |
| Mate Parlov | 2     | 1      | 0      | 3      |
| Ulderico Sergo | 2     | 0      | 0      | 2      |
| Marijan Beneš, Filip Hrgović | 1     | 0      | 0      | 1      |
| Stjepan Božić, Filip Palić, Marijo Šivolija | 0     | 1      | 0      | 1      |
| Hrvoje Sep, Pero Tadić | 0     | 0      | 2      | 2      |
| Mirsad Ahmeti, Sara Beram, Milivoj Bulat, Vedran Đipalo, Toni Filipi, Tomislav Krizmanić, Anamarija Maršić, Marko Milun, Damir Plantić, Luka Plantić, Danijela Vernić | 0     | 0      | 1      | 1      |

| # |
| - |
| 1 |
| 2 |
| 3 |
| 4 |
| 5 |
| 6 |

| Boksač(ica) | Zlato | Srebro | Bronca | Ukupno |
| --- | ----- | ------ | ------ | ------ |
| Mate Parlov | 2     | 1      | 0      | 3      |
| Ulderico Sergo | 2     | 0      | 0      | 2      |
| Marijan Beneš, Filip Hrgović | 1     | 0      | 0      | 1      |
| Stjepan Božić, Filip Palić, Marijo Šivolija | 0     | 1      | 0      | 1      |
| Hrvoje Sep, Pero Tadić | 0     | 0      | 2      | 2      |
| Mirsad Ahmeti, Sara Beram, Milivoj Bulat, Vedran Đipalo, Toni Filipi, Tomislav Krizmanić, Anamarija Maršić, Marko Milun, Damir Plantić, Luka Plantić, Danijela Vernić | 0     | 0      | 1      | 1      |

## Europske igre
| # | Boksač(ica)                                 | Zlato | Srebro | Bronca | Ukupno |
| - | ------------------------------------------- | ----- | ------ | ------ | ------ |
| 1 | Josip Bepo Filipi, Toni Filipi, Marko Milun | 0     | 0      | 1      | 1      |

## Ostala natjecanja

### EU amatersko prvenstvo
European Union Amateur Boxing Championship, organizira EUBC

kraj 2018.
| Boksač(ica)                                                                        |   |   |   | Ukupno |
| ---------------------------------------------------------------------------------- | - | - | - | ------ |
| Marijo Šivolija                                                                    | 0 | 1 | 2 | 3      |
| Mirsad Ahmeti, Toni Filipi                                                         | 0 | 1 | 0 | 1      |
| Vedran Đipalo                                                                      | 0 | 0 | 3 | 3      |
| Borna Katalinić, Filip Palić, Danijela Vernić                                      | 0 | 0 | 2 | 2      |
| Sara Beram, Matej Matković, Marko Milun, Nikolina Orlović, Nives Radić, Hrvoje Sep | 0 | 0 | 1 | 1      |

### Mediteranske igre
1991. – 2018.
| Boksač(ica)                                                                                  |   |   |   | Ukupno |
| -------------------------------------------------------------------------------------------- | - | - | - | ------ |
| Željko Mavrović                                                                              | 1 | 0 | 0 | 1      |
| Josip Bepo Filipi, Stipe Drviš, Toni Filipi, Filip Palić, Marko Tomasović                    | 0 | 1 | 0 | 1      |
| Jetis Bajrami, Vedran Đipalo, Mirko Filipović, Borna Katalinić, Pero Šakota, Marijo Šivolija | 0 | 0 | 1 | 1      |

Međunarodni turniri (seniori)
Internacionalni turniri duge povijesti i/ili značajnog ugleda: Chemistry Cup (1974.), Golden Belt (Rumunjska), Istvan Bocskai Memorial (1956.), Memorijal Branko Pešić - Beogradski pobjednik (1963.), Memorijal Strandja (1950.), Memorijal V. Liventsev (2003.), Nations Cup – Women's (2012.), Zlatna rukavica (Srbija) (1957.), Zlatni gong (Makedonija) (1972.)

Osvojen barem jedan seniorski turnir.

(lista nepotpuna)
| Boksač(ica)       |   | Osvojeni turniri              | NBT * | Turniri         |
| ----------------- | - | ----------------------------- | ----- | --------------- |
| Josip Bepo Filipi | 1 | Istvan Bocskai                |       |                 |
| Toni Filipi       | 1 | Istvan Bocskai                |       |                 |
| Filip Hrgović     | 2 | Chemistry Cup, Istvan Bocskai |       |                 |
| Marija Malenica   | 1 | Nations Cup – Women's         |       |                 |
| Marko Milun       | 1 | Istvan Bocskai                |       |                 |
| Mate Parlov       |   | Zlatna rukavica               | 2     | Zlatna rukavica |
| Damir Plantić     | 1 | Istvan Bocskai                |       |                 |
| Mate Rudan        | 1 | Istvan Bocskai                |       |                 |
| Hrvoje Sep        | 1 | Golden Belt                   |       |                 |

* na pojedinim turnirima stručni žiri dodjeljuje trofej ukupnog pobjednika / najboljeg boksača turnira, jednom od pobjednika po kategorijama

## Profesionalni boks

### Svjetski prvaci
- italic - hrvatski boksači koji su titule osvajali za druge države (Jugoslavija, Njemačka, SAD)
- navedena godina je godina prvog osvajanja titule u kategoriji
- interkontinentalne, international, silver i slične titule se ne broje
| Boksač(ica)      | Broj Federacija |
| ---------------- | --------------- |
| Nikolina Orlović | 6               |
| Ivana Habazin    | 4               |

#### IBHOF organizacije
International Boxing Hall of Fame

##### IBF
International Boxing Federation            
- Ivana Habazin (velter 2014.)

##### WBA
World Boxing Association            
- Stipe Drviš (poluteška 2007.)
- Ivana Habazin (velter 2024. privremeni)
- Fritzie Zivic (velter 1940.)

##### WBC
World Boxing Council            
- Ivana Habazin (velter 2024.)
- Nikolina Orlović (supersrednja 2013.)
- Mate Parlov (poluteška 1978.)

##### WBO
World Boxing Organization            

#### Ostale organizacije
nepotpuna lista

##### GBU
Global Boxing Union
- Nikolina Orlović (supersrednja 2017.)

##### IBA
International Boxing Association
- Nikolina Orlović (supersrednja 2013.)

##### IBO
International Boxing Organization
- Ivana Habazin (srednja 2018.)

##### UBF
Universal Boxing Federation            
- Asmir Vojnović (superteška 1998.)

##### WBF
World Boxing Foundation
prije World Boxing Federation
- Stjepan Božić (supersrednja 2005.)
- Nikolina Orlović (supersrednja 2013.)

##### WBU
World Boxing Union
- Nikolina Orlović (supersrednja 2012.)

##### WIBA
Women's International Boxing Association            
- Nikolina Orlović (supersrednja ?.)

##### WIBF
Women's International Boxing Federation
- Ivana Derdić (polusrednja 1999.)
- Nikolina Orlović (supersrednja 2017.)

### Europski prvaci
- italic - hrvatski boksači koji su titule osvajali za druge države (Jugoslavija)
- navedena godina je godina prvog osvajanja titule u kategoriji
- interkontinentalne, silver i slične titule se ne broje
(popis nepotpun)

#### EBU / IBU
European Boxing Union, prije  International Boxing Union (IBU)
- Stipe Drviš (poluteška 2003.)
- Željko Mavrović (teška 1995.)
- Ivan Prebeg (poluteška 1969.)

## Omjer
Barem ukupno 100 pobjeda za muškarce i 50 za žene ili barem 20 profesionalnih pobjeda. Poredani abecedno.
italic - hrvatski boksači koji su boksali za druge države (Australija, Italija, Jugoslavija, Kanada, SAD)
| Boksač(ica) | Boksač(ica)        | Ukupno W–L–D (NC) | Profesionalni W–L–D (NC) | Amaterski W–L |    |        |        |
| ----------- | ------------------ | ----------------- | ------------------------ | ------------- | -- | ------ | ------ |
| M           | Marijan Beneš      | Ukupno W–L–D (NC) | Profesionalni W–L–D (NC) | Amaterski W–L | –– | 32–6–1 | 277–23 |
| M           | Stjepan Božić      | ––                | 24–5–0                   | –             |    |        |        |
| M           | George Chuvalo     | ––                | 72–19–2                  | 16–0          |    |        |        |
| M           | Renato Cornett     | 34–6–1            | 30–4–1                   | 4–2           |    |        |        |
| M           | Stipe Drviš        | ––                | 32–2–0                   | 90–10         |    |        |        |
| Ž           | Ivana Habazin      | ––                | 23–5–0                   | –             |    |        |        |
| M           | Zlatko Hrbić       | ––                | ––                       | –             |    |        |        |
| M           | Filip Hrgović      | ––                | ––                       | 74–15         |    |        |        |
| M           | Anton Josipović    | ––                | 8–2–0                    | 144–?         |    |        |        |
| M           | Tomislav Krizmanić | 259–19–8          | ––                       | –             |    |        |        |
| M           | Željko Mavrović    | ––                | 27–1–0                   | –             |    |        |        |
| M           | Mate Parlov        | ––                | 24–3–2                   | 297–13        |    |        |        |
| M           | Ivan Prebeg        | ––                | 32–16–2                  | –             |    |        |        |
| M           | Vladimir Premuš    | ––                | ––                       | –             |    |        |        |
| M           | Ulderico Sergo     | ––                | ––                       | –             |    |        |        |
| M           | Agron Smakići      | ––                | 20–2–0                   | –             |    |        |        |
| M           | Damir Škaro        | ––                | ––                       | 438–12        |    |        |        |
| M           | Asmir Vojnović     | ––                | 30–11–1                  | –             |    |        |        |
| M           | Zdravko Vuzem      | ––                | ––                       | –             |    |        |        |
| M           | Fritzie Zivic      | ––                | 158–64–9                 | –             |    |        |        |
| M           | Jack Zivic         | ––                | 45–29–4                  | –             |    |        |        |

## Ostalo
Najviše nastupa na OI ima Damir Škaro (3). Prva boksačica koja se kvalificirala na OI je Nikolina Ćaćić (2021).
Hrvatska finala na OI, SP, EP/EI (kraj 2022.)
niti jedno.
Svjetska amaterska prvenstva u Hrvatskoj
s krajem 2024. niti jedno
Mečevi za titulu svjetskog prvaka u Hrvatskoj
- 23.05.1970., Umag, ?organizacija?, Benvenuti – Bethea[14]

## Boks bez rukavica / Goloruki boks
engl. bare-knuckle boxing

### Svjetski profesionalni prvaci
Double Diamond Police Gazette trilogy
- Marko Martinjak

#### UBBAD
- Marko Martinjak (lakoteška 2017.)
- Goran Reljić (poluteška 2017.)

#### BKB
Bare-Knuckle Boxing (BKB™️)
- Marko Martinjak (supersrednja, poluteška)

#### BYB Extreme
BYB Extreme Fighting Series
- Marko Martinjak (kruzer 2023. (Police Gazette Diamond), super kruzer 2024. (Police Gazette Diamond))

#### BYB Police Gazette
Police Gazette Boxing Corporation
- Marko Martinjak (supersrednja)

#### BKFC
Bare Knuckle Fighting Championship

### Međunarodna natjecanja u Hrvatskoj
| Turniri s barem 15 izdanja ili 1. turniri svoje vrste u Hrvatskoj ili turniri posebni u europskim razmjerima | Turniri s barem 15 izdanja ili 1. turniri svoje vrste u Hrvatskoj ili turniri posebni u europskim razmjerima | Turniri s barem 15 izdanja ili 1. turniri svoje vrste u Hrvatskoj ili turniri posebni u europskim razmjerima | Turniri s barem 15 izdanja ili 1. turniri svoje vrste u Hrvatskoj ili turniri posebni u europskim razmjerima | Turniri s barem 15 izdanja ili 1. turniri svoje vrste u Hrvatskoj ili turniri posebni u europskim razmjerima | Turniri s barem 15 izdanja ili 1. turniri svoje vrste u Hrvatskoj ili turniri posebni u europskim razmjerima |
| Naziv turnira                                                                                                | Lokacija | 1. izdanje                                                                                                   | Zadnje izdanje                                                                                               | Bilješke | |
| --- | --- | --- | --- | --- | --- |
| Arena Cup (boks)                                                                                             | Pula | 1999. | 2009. | bio je najstariji i najjači hrvatski amaterski boksački turnir;                                              | |
| Grand Prix Zagreb                                                                                            | Zagreb | 2019. | održava se                                                                                                   | [ 19 ] | |
| Memorijalni boksački turnir Danijel Kalanj - Bucko                                                           | Velika Gorica                                                                                                | 1997. | održava se                                                                                                   | [ 20 ] | |
| Zagreb Open (boks)                                                                                           | Zagreb | 2012. | održava se                                                                                                   | | |

## Vanjske poveznice
- Web stranica saveza
- BoxRec
- CROring

## Rječnik pojmova (engl. - hrv.)
match -
bout -
weight class - težinska kategorija
catchweight - nestandardni težinski limit
super heavyweight - superteška
heavyweight - teška
super cruiserweight -
cruiserweight - lakoteška
bridgerweight - ?
light heavyweight - poluteška
super middleweight - super srednja
middleweight - srednja
super welterweight / light/junior middleweight - polusrednja
welterweight - velter
super lightweight / light/junior welterweight - poluvelter
lightweight - laka
super featherweight / junior lightweight -
featherweight - perolaka
super bantamweight / junior featherweight -
bantamweight - bantam
junior bantamweight / super flyweight - polubantam
flyweight - muha
light/junior flyweight - papir
strawweight / minimumweight / mini flyweight - slamka / minimum / minimuha
atomweight / pinweight / light minimumweight / junior strawweight - igla